# Sagartiogeton verrilli
Sagartiogeton verrilli is een zeeanemonensoort uit de familie Sagartiidae.
Sagartiogeton verrilli is voor het eerst wetenschappelijk beschreven door Carlgren in 1942.